# سعيد علوش
سعيد عبد السلام علّوش (4 أبريل 1946م) أديب وبروفيسور مغربي، متخصص في النظريات العامة  للأدب المقارن. من أبرز مؤلفاته: «مكِّونات الأدب المقارن في العالم العربي»، وكتاب «المصطلحات الأدبية المعاصرة». وهو حاصل على جائزة الملك فيصل العالمية في اللغة العربية والأدب لعام 1999م.

## التعليم
حصل على إجازة في الأدب العربي من جامعة محمد الخامس سنة 1390هـ الموافقة لسنة 1970م، ثم حصل على دكتوراه السلك الثالث سنة 1396هـ الموافقة لسنة 1976م وكذلك دكتوراه الدولة من جامعة السوربون سنة 1402هـ الموافقة لسنة 1982م.

## العمل
عمل أستاذاً للتعليم، ورئيساً لقسم اللغة العربية في كلية الآداب في جامعة محمد الخامس بالرباط، وكذلك أستاذاً معاراً لجامعة السلطان قابوس في سلطنة عُمان، ورئيساً للجمعية المغربية للأدب المقارن، وأستاذ للأدب المقارن في كلية الآداب بجامعة محمد الخامس في الرباط. حصل على جائزة الملك فيصل العالمية في اللغة العربية والأدب سنة 1419هـ الموافقة لسنة 1999م بالاشتراك مع مكارم الغمري.

## المؤلفات
| الكتاب                                               | سنة الإصدار | المصدر |
| ---------------------------------------------------- | ----------- | ------ |
| حاجز الثلج                                           | 1974        |        |
| إملشيل                                               | 1980        |        |
| الرواية والإيديولوجيا في المغرب العربي، 1960- 1975   | 1981        |        |
| معجم المصطلحات الأدبية المعاصرة                      | 1981        |        |
| هرمنوتيك النثر الأدبي                                | 1985        |        |
| عنف المتخيل في أعمال إميل حبيبي                      | 1986        |        |
| إشكالية التيارات والتأثيرات الأدبية في الوطن العربي  | 1986        |        |
| ”المقاربة التداولية لفرانسوا أرمينكو                 | 1986        |        |
| أزمة الأدب المقارن لروني ايتياميل                    | 1987        |        |
| مدارس الأدب المقارن” (دراسة منهجية)                  | 1987        |        |
| مكونات الأدب المقارن في العالم العربي                | 1987        |        |
| بيبليوغرافيا الدراسات الأدبية الجامعية بالمغرب       | 1990        |        |
| شعرية الترجمات المغربية                              | 1998        | [ 3 ]  |
| إشكالية الثقافة الخليجية في نقد النقد الأدبي العماني | 1999        |        |
| نظرية العماء وعولمة الأدب                            | 2000        |        |
| نقد المركزية العقائدية في نظرية الأدب الإسلامي       | 2002        |        |
| الفن التاسع: نهارات الحكي في شريط القصة المصورة      | 2003        |        |
| شتغالات الحداد الأدبي                                | 2005        |        |
| نقد ثقافي أم حداثة سلفية                             | 2007        |        |
| تاسانو: ابن الشمس- ملعون القارات                     | 2007        |        |
| سيرك عمار                                            | 2008        |        |
| كاميكاز                                              | 2010        |        |
| معجم مصطلحات النقد الأدبي المعاصر                    | 2019        | [ 4 ]  |

## الجوائز
جائزة الملك فيصل في اللغة العربية والأدب لعام 1999م في موضوع الدراسات المقارنة بين الأدب العربي والآداب الأخرى.